# 何國豪
何國豪（英語：Ho Kwok-ho Edward，1973年8月31日—），香港政治人物，香港民主派政黨匯政衞言召集人，前香港屯門區議會富泰區議員。

## 議會生涯

### 參與選舉
2019年區議會選舉
何國豪參選2019年11月24日所舉行的區議會選舉，參選地區為屯門區議會富泰選區，何國豪與尋求連任的工聯會時任區議員陳文偉爭奪議席，最後以5590票成功擊敗當區已連任三屆的陳文偉，亦成功為泛民主派收復自2008年失落於建制派的議席，成為新一任富泰區議員。
歷屆選舉結果
| 政党   | 政党     | 候选人    | 票数  | %     | ±      |
| ------ | -------- | --------- | ----- | ----- | ------ |
|        | 匯政衞言 | ①. 何國豪 | 5,590 | 61.76 | 不適用 |
|        | 工聯會   | ②. 陳文偉 | 3,461 | 38.24 | ▼34.76 |
| 多数票 | 多数票   | 多数票    | 2,129 | 23.52 | 不適用 |

### 區議會問政及主張
屯門不明氣體洩漏事件
- 2019年11月25日，28位民主派屯門區議會候任區議員促請行政長官林鄭月娥盡快交代屯門不明氣體洩漏因由[2]。